# Límite superior y límite inferior

Una ilustración representando el límite superior y el límite inferior en un sistema de coordenadas cartesianas. La sucesión x_{n} está denotada en una línea a puntos azul. Las dos curvas rojas se aproximan al límite superior y límite inferior de x_{n}, cuyo caso se muestran como líneas a trazos rojas, continuas a la derecha.
El límite superior es el más grande de los dos, y el límite inferior el más pequeño de los dos. Los límites superior e inferior solo coinciden cuando la secuencia es convergente (i.e., cuando el límite es común).

En matemática se define límite superior y límite inferior de una sucesión (xn) como el mayor y menor límite convergente de las subsecuencias de (xn). Análogamente a este, el límite superior y límite inferior para funciones reales se define de la misma manera. El límite superior y el límite inferior son un sustituto parcial para el límite, si es que este no existe. Por definición no se puede superar al límite superior.

## Definición formal
Formalmente el límite inferior de una sucesión {\displaystyle (x_{n})} se define como
{\displaystyle \sup _{n\geq 0}\,\inf _{k\geq n}x_{k}=\sup\{\inf\{x_{k}:k\geq n\}:n\geq 0\}}
o también como
{\displaystyle \lim _{n\rightarrow \infty }\left(\inf _{k\geq n}x_{k}\right)}
y se denota como {\displaystyle \liminf _{n\rightarrow \infty }x_{n}} o como {\displaystyle \varliminf _{n\rightarrow \infty }x_{n}}. Análogamente se define {\displaystyle \limsup _{n\rightarrow \infty }x_{n}=\varlimsup _{n\rightarrow \infty }x_{n}=\inf _{n\geq 0}\,\sup _{k\geq n}x_{k}=\lim _{n\rightarrow \infty }\left(\sup _{k\geq n}x_{k}\right)}.
Estas definiciones son útiles en un conjunto parcialmente ordenado en un sentido cuantitativo, y proporcionan que el supremo y el ínfimo existan. En una red reticular completa siempre existen estos valores, por lo que en este caso, cada secuencia tiene un límite inferior y límite superior asociado.
Si existe el límite inferior y el límite superior de una sucesión {\displaystyle (x_{n})}, se cumple que {\displaystyle \liminf _{n\rightarrow \infty }x_{n}\leq \limsup _{n\rightarrow \infty }x_{n}\;.}
Además se verifica que si el límite de la sucesión existe, este es igual tanto al límite inferior como al superior.